# Megalonotus chiragrus
Megalonotus chiragrus är en insektsart som först beskrevs av Thomson 1870.  I den svenska databasen Dyntaxa används istället namnet Megalonotus chiragra. Enligt Catalogue of Life ingår Megalonotus chiragrus i släktet Megalonotus och familjen Rhyparochromidae, men enligt Dyntaxa är tillhörigheten istället släktet Megalonotus och familjen fröskinnbaggar. Arten är reproducerande i Sverige. Inga underarter finns listade i Catalogue of Life.